# اسکات کورنر، کبک
اسکات کورنر (به فرانسوی: Ascot Corner) شهری در منطقه شهری لواو-سن-فرانسوا ناحیه استری در استان کبک کانادا است. در سرشماری سال ۲۰۱۱ این شهر ۲٬۶۰۳ نفر جمعیت داشته‌است و مساحت آن ۸۳٫۳۸ کیلومتر مربع است.